# Ein Single kommt immer allein
Ein Single kommt immer allein (Originaltitel: The Single Guy) ist eine US-amerikanische Sitcom, die von 1995 bis 1997 produziert wurde und 44 Folgen in 2 Staffeln umfasst. In Deutschland lief die Serie erstmals 2000 auf RTL, später auch auf Comedy Central.

## Inhalt
Die Serie handelt von dem Single Schriftsteller Jonathan, der seine große Liebe sucht. Seine Freunde unterstützen ihn dabei und organisieren ein Blind Date für ihn. Jedoch erweist sich die Frau als total unangenehm.

## Ende
Aufgrund des Sendeplatzes zwischen den quotenstarken Sitcoms Friends und Seinfeld erreichte die Serie in ihrer ersten Staffel den 6. Platz in den Nielsen Ratings. Nachdem die Sendezeit verschoben wurde, verlor die Serie jedoch an Zuspruch und wurde nach zwei Staffeln abgesetzt.